# Renee Zoutewelle
Renée Zoutewelle (13 januari 2000) is een Nederlands voetbalspeelster. Ze speelde een seizoen bij Excelsior in de Eredivisie, en stapte daarna over naar het Talententeam van Feyenoord.

## Statistieken
| Seizoen | Club      | Land      | Competitie | Wedstrijden | Doelpunten |
| ------- | --------- | --------- | ---------- | ----------- | ---------- |
| 2018/19 | Excelsior | Nederland | Eredivisie | 7           | 0          |
| 2019/20 | Feyenoord | Nederland | Eredivisie | –           | –          |
| Totaal  | Totaal    | Totaal    | Totaal     | 7           | 0          |

Laatste update: september 2020
2 Caprino ·
3 De Ridder ·
4 Woons ·
5 Mol ·
6 Colin ·
7 Van der Most ·
8 De Vette ·
9 Spaan ·
10 Van Lunteren ·
11 Kroese ·
12 Blom ·
14 Op de Weegh ·
15 Groot ·
16 Booms ·
17 Zijp ·
18 Boukakar ·
20 Van Bentum ·
21 Van Uden ·
22 Thomas ·
23 Stoop ·
Copier ·
Coach: De Vogel
· Keeperstrainer: Keizer